# Gymnobothrus roemeri
Gymnobothrus roemeri is een rechtvleugelig insect uit de familie veldsprinkhanen (Acrididae). De wetenschappelijke naam van deze soort werd voor het eerst geldig gepubliceerd in 1909 door Heinrich Hugo Karny.